# موسى الكاظم
مُوْسَى الكَاظِمُ بْنُ جَعْفَرٍ بْنُ مُحَمَّدٍ بْنُ عَلِيٍّ الهَاشِمِيُّ القُرَشِيُّ (7 صفر 128 هـ - 25 رجب 183 هـ) أحد أعلام المسلمين، والإمام السابع عند الشيعة الاثني عشرية، والده الإمام جعفر بن محمد الصادق أحد فقهاء الإسلام، قضى جزءًا من حياتِهِ في السجن، وعاصر فترة حساسة من تاريخ المسلمين، كنيته أبو إبراهيم وأبو الحسن، ومن ألقابه عند الشيعة: الكاظم والعبد الصالح وباب الحوائج وسيد بغداد، وقد سُمي بالكاظم لشدة ما كظم من الغيظ وصبر على ظلم الظالمين لهُ.

## نسبه
- هو: موسى بن جعفر بن محمد بن علي بن الحسين بن علي بن أبي طالب بن عبد المطلب بن هاشم بن عبد مناف بن قصي بن كلاب بن مرة بن كعب بن لؤي بن غالب بن فهر بن مالك بن النضر جد قريش بن كنانة بن خزيمة بن مدركة بن إلياس بن مضر بن نزار بن معد بن عدنان.
- أمه هي: (أم ولد) اسمها حميدة، أندلسية الأصل ويُقال بربرية، ويُقال رومية، وتُلقّب لؤلؤة.[4]

## ولادته ونشأته
ولد موسى الكاظم بن جعفر في قرية يُقال لها الأبواء  وكانت ولادته يوم الأحد السابع من شهر صفر من سنة 128 وقيل سنة 129 هجرية، في أيام حكم مروان بن محمد.
وبعد فترة وجيزة من ولادته ارتحل أبوه جعفر الصادق إلى المدينة المنورة فأطعم الناس إطعاماً عاماً لمدة ثلاثة أيام تيمناً بولادة موسى الكاظم. وتشير بعض المصادر إلى أن الصادق كان يوليه عناية ومحبة خاصة حتى أنه حينما سُئل عن مدى حبه لولده الكاظم أجاب: «وددت أن ليس لي ولدٌ غيره لئلا يشركه في حبي أحد» ترى الشيعة أن هذا ليس مجرد حب غريزي كما يحب أيّ والد ولده، بل يرون أن جعفر الصادق كان يريد أن يبيّن لشيعته أن موسى الكاظم هو الإمام الشرعي من بعده؛ انطلاقاً من عقيدتهم في أن الإمامة مقامٌ كمقام النبوة لا يمكن أن تتحكم به المحاباة أو الغريزة العاطفية.
ومن هذا المنطلق وردت روايات تشير إلى أن جعفر الصادق كان ينبّه شيعته دائماً إلى أن موسى الكاظم هو الإمام من بعده، وكان موسى الكاظم وقتها صغيراً لم يتجاوز الخامسة من العمر، فمن ذلك ما ورد في الكافي (وهو من أهم الكتب الشيعية) عن صفوان الجمال: «عن أبي عبد الله عليه السلام قال : قال له منصور بن حازم : بأبي أنت وأمي إن الأنفس يغدا عليها ويراح ، فإذا كان ذلك فمن ؟ فقال أبو عبد الله عليه السلام : إذا كان ذلك فهو صاحبكم وضرب بيده على منكب أبي الحسن عليه السلام الأيمن - في ما أعلم - وهو يومئذ خماسي وعبد الله بن جعفر جالس معنا.» 
ويرى بعض الباحثين أن البيئة الدينية التي تربى بها الكاظم في كنف أبيه وأسرته كان لها أبلغ الأثر في تكوين شخصيته وصفاته، يقول القرشي: «وكانت البيئة التي عاش فيها الإمام بيئة دينية تسودها القيم الإنسانية والمُثل العليا، وأما البيت الذي عاش فيه فقد كان معهداً من معاهد الفضيلة، ومدرسة من مدارس الإيمان والتقوى، قد غمرته المودة، وعدم الكلفة، واجتناب هجر الكلام ومرّه، وبذلك فقد توفرت للإمام جميع عناصر التربية الرفيعة.» 

## حياته العلمية
كان عمُر موسى بن جعفر 55 عاماً، قضى منها 20 عاماً في حياة والده جعفر الصادق و35 بعد وفاته.
وقد عاش تلك الفترة في زمن أبيه وارتاد مدرسته العلمية الكبرى التي أنشأها في الكوفة، والتي خرّجت الآلاف من العلماء والفلاسفة والفقهاء والمحدثين، حتى قال الحسن الوشّاء عند مروره بمسجد الكوفة:«أدركت في هذا المسجد 900 شيخ كلهم يقول: "حدثني جعفر بن محمد"»، وأما منزل أبيه الصادق فكان أيضاً مدرسة علمية يرتادها كبار العلماء والفقهاء، قال محمد صادق نشأت:«كان بيت جعفر الصادق كالجامعة يزدان على الدوام بالعلماءالكبار في الحديث والتفسير والحكمة والكلام، فكان يحضر مجلس درسه في أغلب الأوقات ألفان، وفي بعض الأحيان أربعة آلاف من العلماء المشهورين . وقد ألّف تلاميذه من جميع الأحاديث والدروس التي كانوا يتلقّونها في مجلسه مجموعة من الكتب تعدّ بمثابة دائرة علميّة للمذهب الشيعي أو الجعفري.» وتربى الكاظم في هذا الجوّ العلمي المشحون بالمناظرات والنقاشات.
وكانت الفترة التي عاشها في أواخر حياة والده الصادق وبعد وفاته هي فترة علمية حساسة جداً في تاريخ المسلمين حيث سيطرت فيها الفلسفة اليونانية على الفكر العام، وكثرت فيها الاتجاهات الفكرية وتنوّعت، وامتد ذلك إلى صلب العقيدة والدين، فمن حركات تدعو إلى الإلحاد ومن حركات فلسفية تشكك في بعض العقائد الدينية، فكان على الكاظم أن يتحمل مسؤوليته من الناحية العلمية.فواصل منهج أبيه الصادق في رئاسة المدرسة التي أسسها هو وأبوه الباقر. وكانت مدرسته في داره في المدينة وفي المسجد كما كان آباؤه، فحضرها كثير من أعلام المسلمين، وتخرج من هذه المدرسة نخبة من الفقهاء ورواة الحديث، قدّر عددهم بـ (319) عالماً وفقيهاً.
وممن أخذ عن الكاظم وروى عنه الخطيب البغدادي في تاريخ بغداد، وأبو المظفر السمعاني في الرسالة القوامية، وأبو صالح المؤذن في الأربعين، وأبو عبد الله ابن بطة العكبري في الإبانة، وأبو إسحاق الثعلبي في الكشف والبيان. وكان أحمد بن حنبل إذا روى عنه قال: «حدثني موسى بن جعفر، قال: حدثني أبي جعفر بن محمد، قال: حدثني أبي محمد ابن علي، قال: حدثني أبي علي بن الحسين، قال: حدثني أبي الحسين بن علي، قال:حدثني أبي علي بن أبي طالب، قال: قال رسول الله. ثم قال أحمد: وهذا إسناد لو قرئ على المجنون لأفاق».
وحتى بعد أن سُجن الكاظم في عهد هارون الرشيد، فإنه لم ينقطع عن العمل العلمي فكانت الأسئلة تأتيه إلى السجن ويجيب عليها بصورة تحريرية. وخصوصاً تلك المسائل الفقهية حول الحلال والحرام، ولذا يرى بعض الباحثين أن موسى بن جعفر هو الرائد الأول في كتابة الفقه، يقول محمد يوسف موسى: «ونستطيع أن نذكر أن أول من كتب في الفقه هو الإمام موسى الكاظم الذي مات سجيناً عام 183 هـ ، وكان ما كتبه إجابة عن مسائل وجّهت إليه تحت اسم (الحلال والحرام).» 

## حياته السياسية
كانت العلاقة التي تربط العلويين بالخلافة متأزمة دائما فقد ورث موسى الكاظم تاريخا داميا من تعامل السلطة مع آبائه وأجداده، فكونهم أئمة للشيعة ورؤساء لتلك الجماعة التي تمثل اشرس فئات المعارضة للحكم العباسي والأموي جر عليهم الكثير من التضييق والاضطهاد الذي وصل في كثير من الأحيان إلى التصفية الجسدية.
اُعتقل موسى الكاظم في زمن حكم الخليفة المهدي الذي أمر عامله على المدينة باعتقال موسى الكاظم و إرساله لبغداد، لكن سرعان ما أطلق سراح الكاظم وأعيد إلى المدينة. وتقول الروايات أن المهدي رأى حلما أفزعه فقام بإطلاق سراح الكاظم على الفور.
ومع تربع الخليفة موسى الهادي على سدة الحكم، زاد التشنج مع العلويين ليتوج ذلك في موقعة فخ التي ذهب ضحيتها ثلة من أعيان العلويين، الأمر الذي زاد من التضييق على موسى الكاظم الذي كان يراه الخليفة المسؤول والمحرض للحسين بن علي بن الحسن المثلث وأصحابه المقتولين في فخ، إذ قيل أن الخليفةَ الهادي قال: والله ما خرج حسين إلا عن أمره، ولا أتبع إلا محبته، لأنه كان صاحب الوصية في أهل هذا البيت، قتلني الله إن أبقيت عليه. لكن أجل الخليفة الهادي لم يسمح له بتنفيذ تهديده حيث توفي بعد مدة قليلة من وقعة فخ.

### الاعتقال والسجن
استلم الحكم بعد وفاة الهادي أحد اقوى الخلفاء العباسيين هارون الرشيد الذي لم يختلف كثيرا عن آبائه في الحرص على التضييق على الشيعة وعلى رأسهم موسى الكاظم. حيث يرى الشيعة أن الأئمة الإثنا عشر هم الخلفاء الحقيقيين وأن لا شرعية لأي حاكم في وجودهم. وقد لعب الوشاة دورا هاما في تأجيج الوضع حيث دخل علي بن إسماعيل على هارون الرشيد وقال: «ما ظنت أن في الأرض خليفتين حتى رأيت عمي موسى بن جعفر يُسلم عليه بالخلافة» وزاد على ذلك فأبلغ الخليفة بأن الأموال تُحمل إليه من المشرق والمغرب وبأن له بيوتاً من المال.
ولم يكن لهارون الرشيد أن يتهاون مع مايمكن أن يهدد كرسيه وحكم آل عباس فأمر باعتقال موسى الكاظم، فاعتقل وهو يصلي في المسجد النبوي وكان اعتقاله في 20 من شوال 179هـ. وكانت السلطات حريصة على عدم وقوع اضطرابات فارسلت موكبين وهميين احدهما للبصرة والاخر للكوفة ليوهموا الناس عن مسير موسى الكاظم ووجهة اعتقاله، وأمر هارون الرشيد بتسيير موسى الكاظم ليلا وبشكل سري إلى البصرة.
أودع الكاظم في سجن البصرة تحت اشراف رئيس سجنها عيسى بن أبي جعفر، ويبدو أن شخصية الكاظم الكارزمية قد اثرت على عيسى ومن معه بالسجن، فكان لهذا أثر في قدرة العلماء الوصول إليه بشكل سري ورواية الحديث عنه. وقد تكون السلطات في بغداد وجلت من أنباء تاثير الكاظم على من حوله فطلب الخليفة من عيسى بن أبي جعفر ان يغتال الكاظم، فرد عيسى برسالة يقول فيها بأنه اختبر الكاظم ولم يجد منه سوءًا ويطلب إعفاءه من تنفيذ هذه المهمة. فأمر الرشيد بحمل الكاظم إلى بغداد بعد أن قضى عاماً بحبس البصرة.
لما وصل الكاظم إلى بغداد لم يحبس في السجن مع عامة الناس وانما حبس في بيت الفضل بن الربيع وقد يكون السبب من ذلك الخشية من تاثير الكاظم على الناس. وبعد فترة غير معروفة أمر الرشيد باطلاق سراح الكاظم وتقول المصادر ان إطلاق السراح هذا كان بسبب رؤيا راها الرشيد في منامه. لكن الكاظم لم يُغادر بغداد ويذهب العديد من المؤرخين بانه كان تحت الإقامة الجبرية فيها. وخلال هذه الفترة كان يلتقي بصورة متواصلة مع الرشيد ويخوضون المناقشات الدينية.
أعاد هارون الرشيد اعتقال الكاظم مرة أخرى وحبس عند الفضل بن الربيع مجدداً، لكن الفضل عمد إلى الترفيه عن الكاظم وعدم اذيته. كما اوعز هارون الرشيد إلى الفضل باغتيال الكاظم الا ان الفضل امتنع وماطل في ذلك. وقد وصلت اخبار الترفيه الذي فيه الكاظم إلى هارون الرشيد الذي كان في الرقة آنذاك. فامر بمعاقبة الفضل وإرسال الكاظم إلى السندي بن شاهك. وبالفعل تم اعتقال الفضل وتجريده وجلده مائه سوط أمام الناس حتى كاد يفقد عقله.

## ذريته
اختلف فيهم النسابة اختلافا كبيرا و لم يثبت بعضهم، حيث إنه لم يذكر الشيخ المفيد في الإرشاد سندًا يرجع إليه في تبيان أولاده و لعله أقدم من ذكر أبناءه من علماء الشيعة، و كان نصه أنه كان له سبعة وثلاثون ولداً ذكراً وأنثى، منهم:
- عليّ بن موسى الرضا، وإبراهيم، والعبّاس، والقاسم، لأمّهات أولاد. وإسماعيل، وجعفر، وهارون، والحسين، لأمّ ولد. وأحمد، ومحمّد، وحمزة، لأمّ ولد. وعبد الله، وإسحاق، وعُبيد الله، وزيد، والحسن، والفضل، وسليمان، لأمّهات أولاد
- وفَاطِمَةُ الكبرى، وَفَاطِمَةُ الصغرى، وَرُقَيَّةٌ وَحَكِيمَةٌ، وَأُمُّ أَبِيهَا، وَرُقَيَّةُ الصغرى وَكَلثَمُ، وَأُمُّ جَعْفَرٍ، وَلُبَابَةُ، وَزَيْنَبُ، وَخَدِيجَةُ، وَعَلِيَّةُ، وآمِنَةُ، وَحَسْنَةُ، وَبُرَيْهَةُ، وَعَائِشَةُ، وَأُمُّ سَلَّمَةٍ، وَمَيْمُونَةُ، وَأَمُّ كُلْثُومٍ، لِأُمَّهَاتِ أَوْلَادٍ.

قال ابن الخشاب: ولد له عشرون ابنا وثمانية عشر بنتا أسماء بنيه: علي الرضا، وزيد، وإبراهيم، وعقيل، وهارون، والحسن، والحسين وعبد الله، وإسماعيل، وعبيد الله، وعمر، وأحمد، وجعفر، ويحيى، وإسحاق والعباس، وحمزة، وعبد الرحمن، والقاسم، وجعفر الأصغر، ويقال موضع عمر: محمد. وأسماء البنات: خديجة، وأم فروة، وأسماء، وعلية، وفاطمة وأم كلثوم، وآمنة، وزينب، وأم عبد الله، وزينب الصغرى، وأم القاسم وحكيمة، وأسماء الصغرى، ومحمودة، وأمامة، وميمونة.

## وفاته

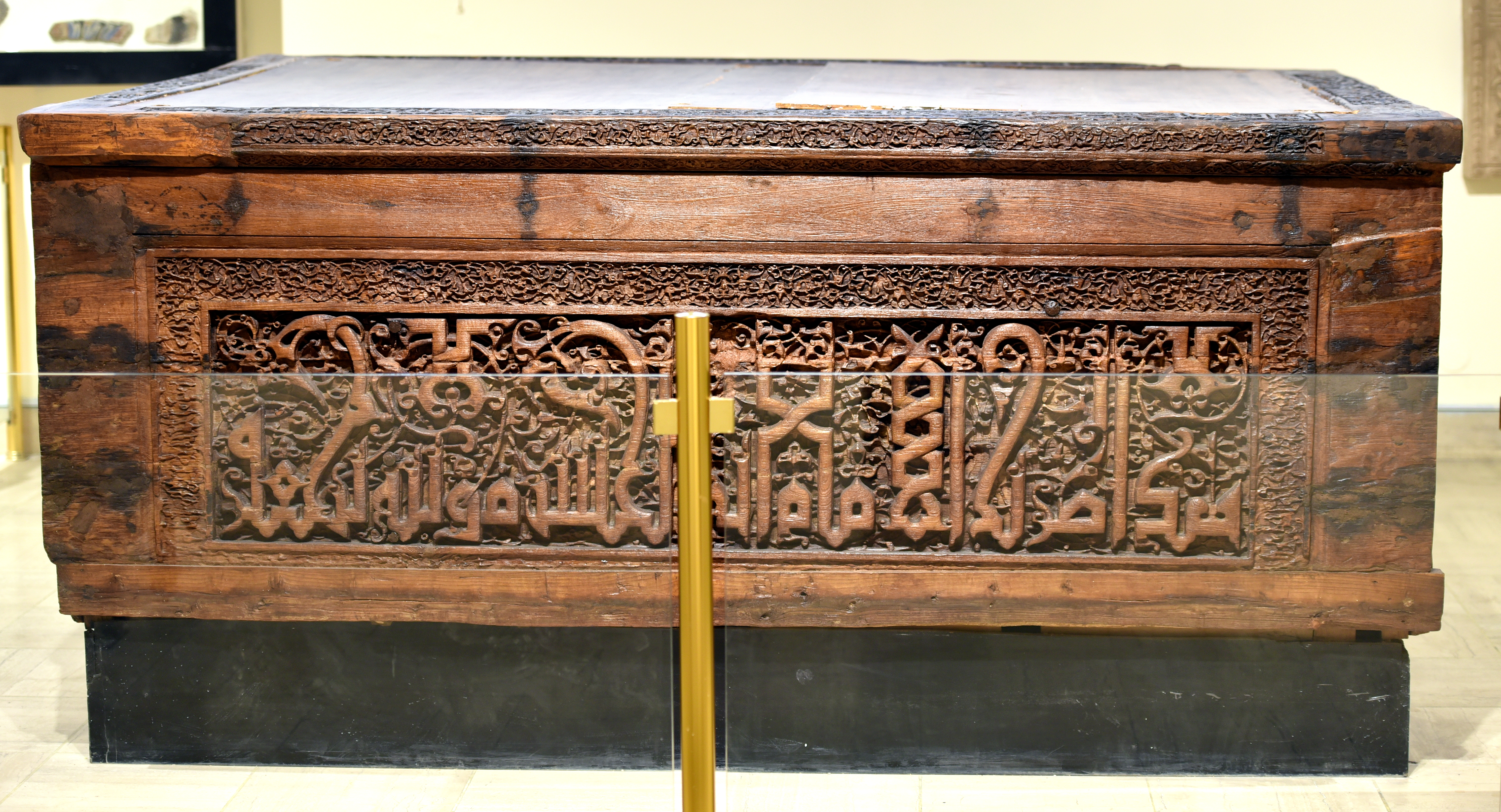
صندوق ضريح موسى الكاظم، صنع في 624 هجرية، محفوظ في المتحف العراقي

نُقل الكاظم إلى سجن السندي بن شاهك حسب أوامر الرشيد، وقد جهد السندي في ارهاق الكاظم والتنكيل به والتضييق عليه بكل الوسائل ابتغاء لمرضاة الخليفة. وذهب مؤرخون شيعة إلى ان الكاظم قد سجن في بيت السندي. وعلى الرغم من التضييق في السجن فان الكاظم استطاع استمالة خادم السندي وغيره الذين كانوا يساعدون الكاظم على الاتصال بالعلماء واجابة مسائلهم الدينية. ولم يدم هذا الوضع طويلاً حتى توفي الكاظم في سجنه وكان ذلك عام 183هـ، ويذهب رواة شيعة إلى أن الكاظم لم يمت حتف انفه وانما جرى تسميمه والمشهور عند الشيعة أن هارون الرشيد عمد إلى وضع السم في الرطب وامر السندي ان يجبر الكاظم على اكله.
عمدت السلطات على تبرئة نفسها من أي مسؤولية محتملة، فعمد السندي إلى جمع 80 شخصا من السجن قبل وفاة الكاظم وطلب منهم ان يطلعوا على حال الكاظم وان يسالوه ما إذا كان احدا قد اذاه فالتفت الكاظم للشهود وقال: أشهدوا علي اني مقتول بالسم منذ ثلاثة أيام، أشهدوا اني صحيح الظاهر، لكني مسموم وساحمر في هذا اليوم حمرةً شديدة، وأبيض بعد غد، وأمضي إلى رحمة الله ورضوانه فاصيب السندي بالصدمة.
واجرت الشرطة التحقيق في وفاة الكاظم فجلبت 25 ممن يعرفون الكاظم شخصياً فقام السندي بالكشف عن ملابسه وسؤالهم «أترون فيه ماتنكرونه؟» فاجابوا بلا وتم تسجيل شهاداتهم. ثم جلب غيرهم ممن شهد على عدم وجود اثر جرح في جسد الكاظم. ثم جمع هارون الرشيد شيوخ الطالبيين والعلويين وموسى الكاظم مسجى فقال لهم: هذا موسى بن جعفر قد مات حتف انفه، وماكان بيني وبينه ماستغفر الله منه فانظروا اليه. فنظروا إلى جثمانه من دون ان يجدوا فيه اثر جرح أو خنق.

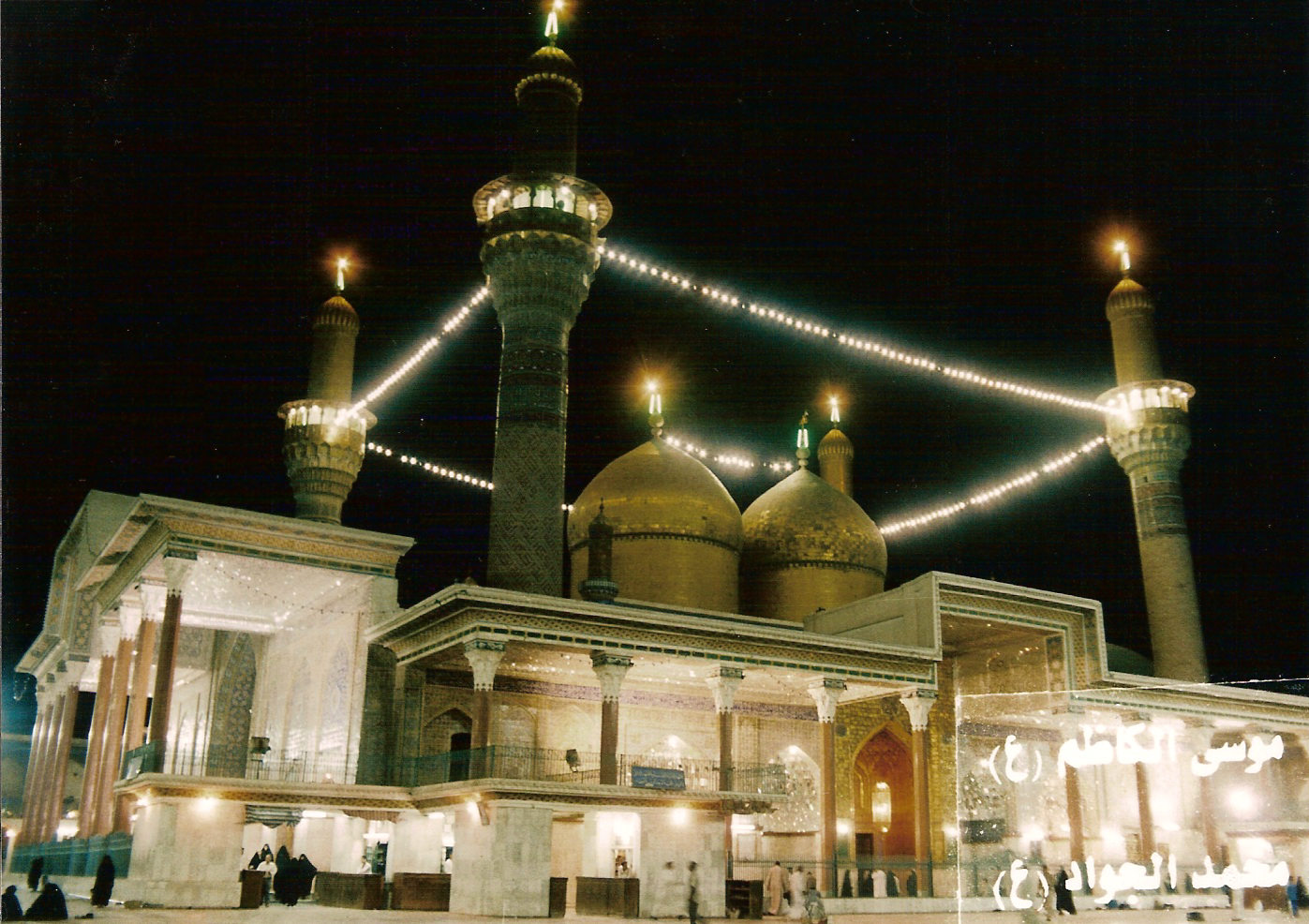
الحضرة الكاظمية حيث دفن الامام الكاظم في بغداد

ووضع بعد ذلك على جسر الرصافة في بغداد تنظر له المارة. ويرى الشيعة ان القصد من ذلك هو اذلال إمامهم والتشهير به والحط من كرامته. وقد اثارا هذا قريحة الشعراء فقال الشيخ محمد الملا:
فالغيُ بات بموته طرب الحشا وغـدا لمأتمه الرشاد مـقيما
ثم حمل الجنود نعشه وصاروا يصيحون: هذا موسى بن جعفر الذي تزعم الرافضة انه لايموت، فانظروا له ميتا. وحُمل الجثمان وسط الجماهير المجتمعة ليوارى الثرى في المقبرة المعروفة بمقبرة قريش.

## قيل فيه
- قال ابن الجوزي: «موسى بن جعفر كان يدعى العبد الصالح، وكان حليماً وكريماً، إذا بلغه عن رجل ما يؤذيه بعث إليه بمال».[36]
- وقال أبو حاتم: «موسى بن جعفر ثقة، صدوق، إمام من أئمة المسلمين.» [37]
- قال الذهبي: «كان موسى من أجواد الحكماء، ومن العبّاد الأتقياء، وله مشهد معروف ببغداد.» [38]
- وقال الزركلي: «موسى بن جعفر الصادق ابن الباقر، أبو الحسن، سابع الأئمة الإثني عشر عند الإمامية، كان من سادات بني هاشم، ومن أعبد أهل زمانه، وأحد كبار العلماء الأجواد.» [39]
- قال الطبرسي: «قد اشتهر بين الناس أن أبا الحسن موسى كان أجلّ ولد الصادق شأناً، وأعلاهم في الدين مكاناً، وأفصحهم لساناً وكان أعبد أهل زمانه وأعلمهم وأفقههم.» [40]
- وقال الشبلنجي الشافعي: «قال بعض أهل العلم: الكاظم هو الإمام الكبير القدر، الأوحد، الحجة، الحبر، الساهر ليله قائماً، القاطع نهاره صائماً، المُسمَّى لفرط حلمه وتجاوزه عن المعتدين كاظماً. وهو المعروف عند أهل العراق بباب الحوائج إلى الله، وذلك لنجح قضاء حوائج المتوسلين به، ومناقبه (رضي الله عنه) كثيرة شهيرة.» [41]

## وصاياه
- إلى بعض ولده:

يا بني إياك أن يراك الله في معصية نهاك عنها، وإياك أن يفقدك الله عند طاعة أمرك بها، وعليك بالجد، ولا تخرجن نفسك من التقصير في عبادة الله وطاعته، فإن الله لا يعبد حق عبادته، وإياك والمزاح فإنه يذهب بنور إيمانك، ويستخف بمرؤتك، وإياك والضجر والكسل، فإنهما يمنعان حظك من الدنيا والآخرة.
- لبعض شيعته:

أي فلان إتق الله وقل الحق وإن كان فيه هلاكك فإن فيه نجاتك، أي فلان إتق الله ودع الباطل وإن كان فيه نجاتك، فان فيه هلاكك.
- من وصاياه:

اجعلوا لأنفسكم حظاً من الدنيا باعطائها ما تشتهي من الحلال، ومالا يثلم المرؤة وما لا سرف فيه، واستعينوا بذلك على أمور الدين، فإنه روي: ليس منا من ترك دنياه لدينه، أو ترك دينه لدنياه.
تفقهوا في الدين، فإن الفقه مفتاح البصيرة، وتمام العبادة، والسبب إلى المنازل الرفيعة، والرتب الجليلة في الدين والدنيا، وفضل الفقيه على العباد، كفضل الشمس على الكواكب، ومن لم يتفقه في دينه لم يرض الله له عملا.
و

## طالع أيضًا
- إمامة
- أئمة الشيعة
- آل البيت
- القاسم بن الإمام موسى الكاظم

## من مصادر ترجمته
- حياة الإمام موسى بن جعفر ... دراسة وتحليل - باقر شريف القرشي.
- الإمام الكاظم ... قدوة وأسوة - محمد تقي المدرسي.
- على الجسر ببغداد (رواية) - كمال السيد.
- الإمام الكاظم سيّد بغداد - علي الكوراني.
- الفكر الإصلاحي للإمام موسى بن جعفر - محمد سعيد الأمجد.
- أعلام الهداية: الإمام موسى بن جعفر الكاظم، المجمع العالمي لأهل البيت، فرع قم.

| ألقاب شيعيَّة      | ألقاب شيعيَّة                                   | ألقاب شيعيَّة    |
| ---------------- | --------------------------------------------- | -------------- |
| سبقه جعفر الصادق | سابع الأئمة عند الشيعة الإثنا عشرية 765 – 799 | تبعه علي الرضا |